# Antoine-François Andréossy

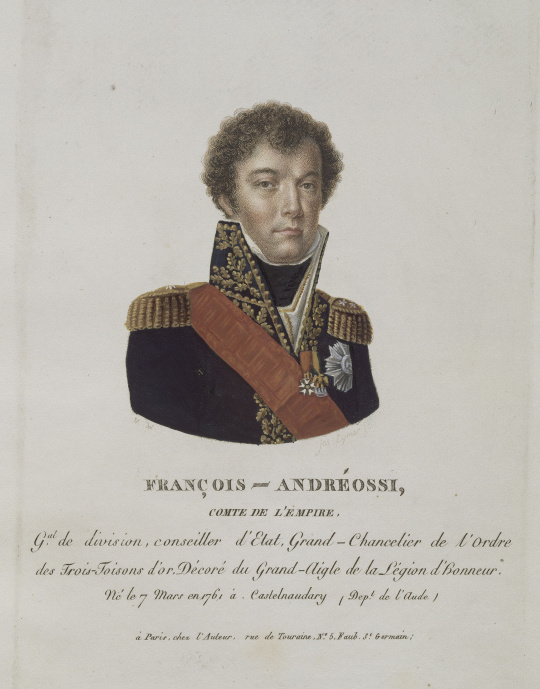
Antoine-François Andréossy

Graf Antoine-François Andréossy (* 6. März 1761 in Castelnaudary; † 10. September 1828 in Montauban) war ein französischer General und Staatsmann.

## Leben
Andréossy trat 1781 als Artillerieleutnant in holländische Dienste, geriet aber 1787 bei dem Einfall der Preußen in Holland in preußische Gefangenschaft und nahm später an den Feldzügen des Revolutionskriegs mit Auszeichnung teil. Bei der Belagerung von Mantua zum Chef de brigade befördert, überbrachte er 1796 mit dem General Joubert dem Direktorium die von der italienischen Armee eroberten Fahnen und nahm dann als Général de brigade an Bonapartes Zug nach Ägypten teil.
In der Description de l’Égypte sind die trefflichen Beschreibungen der Reede von Damiette, der Nilmündungen, des Sees Mensaleh u. a. von Andréossy. Mit Bonaparte nach Paris zurückgekehrt, trug Andréossy als Chef des Generalstabs viel zum Gelingen der Revolution des 18. Brumaire bei. Dafür stellte ihn Bonaparte an die Spitze des Artillerie- und Geniewesens und ernannte ihn zum Artilleriekommandanten von Straßburg und zum Général de division.
Im Jahr 1800 wurde Andréossy, nachdem er zuvor Gouverneur von Mainz war, Chef des Generalstabs der französisch-batavischen Armee, dann Direktor des Kriegsdepots und 1802 Gesandter in London. Von 1805 bis 1807 kämpfte er in Deutschland und bekleidete, in den Grafenstand erhoben, bis 1809 den Gesandtschaftsposten in Wien. Nach dem Krieg mit Österreich, während dessen er Gouverneur von Wien war, ging er als Gesandter nach Konstantinopel, wurde aber 1814 von Ludwig XVIII. abberufen.
Während der Hundert Tage schloss er sich wieder Napoleon an und wurde zum Pair und Präsidenten der Sektion für den Krieg ernannt. Nach der Niederlage bei Waterloo befehligte er die 1. Militärdivision und ging mit vier andern Kommissaren zur Vermittelung eines Waffenstillstands ins Hauptquartier der Verbündeten. Er erklärte sich für die Restauration der Bourbonen, zog sich aber ins Privatleben zurück und beschäftigte sich ausschließlich mit wissenschaftlichen Arbeiten, bis er 1819 zum Mitglied der Königlichen Gesellschaft für die Verbesserung der Gefängnisse, 1821 zum Direktor der Verpflegung für das Heer ernannt und 1827 zum Deputierten gewählt wurde, in welcher Stellung er zur Opposition hielt. Seit 1826 auch Mitglied der Académie des sciences, starb er am 10. September 1828 in Montauban.

## Ehrungen
Sein Name ist am Triumphbogen in Paris in der 24. Spalte eingetragen.

## Werke
- Histoire du canal du Midi (2. Aufl., Par. 1805, 2 Bde.), welchen sein Urgroßvater François Andréossy (1633–88) gebaut hatte;
- Relation de la campagne sur le Mein et la Rednitz de l’armée gallo-batave (1802)
- Constantinople et le Bosphore de Thrace pendant les années 1812–14 et pendant l’année 1826 (1828; deutsch, Leipzig 1828);
- Opération des pontonniers francais en Italie pendant les campagnes de 1795 à 1797 (aus seinem Nachlass, 1843).

| Vorgänger                              | Amt                                                               | Nachfolger                                |
| -------------------------------------- | ----------------------------------------------------------------- | ----------------------------------------- |
| Louis-Guillaume Otto                   | Französischer Botschafter im Vereinigten Königreich 1803 bis 1804 | Claude-Louis-Raoul de La Châtre (ab 1814) |
| Alexandre-François de La Rochefoucauld | Französischer Botschafter in Österreich 1806 bis 1809             | Louis-Guillaume Otto                      |
| Horace-François Sébastiani             | Französischer Botschafter im Osmanischen Reich 1812 bis 1815      | Charles François Riffardeau de Rivière    |

Dieser Artikel basiert auf einem gemeinfreien Text aus Meyers Konversations-Lexikon, 4. Auflage von 1888 bis 1890.
| Personendaten    | Personendaten                                |
| ---------------- | -------------------------------------------- |
| NAME             | Andréossy, Antoine-François                  |
| ALTERNATIVNAMEN  | André François d' Andréossi, Franz Andréossi |
| KURZBESCHREIBUNG | französischer General und Staatsmann         |
| GEBURTSDATUM     | 6. März 1761                                 |
| GEBURTSORT       | Castelnaudary                                |
| STERBEDATUM      | 10. September 1828                           |
| STERBEORT        | Montauban                                    |